# Législature constituante d'Espagne
La législature constituante d'Espagne (en espagnol : Legislatura Constituyente de España) est un cycle parlementaire de deux ans des Cortes Generales, ouvert le 13 juillet 1977, à la suite des élections générales du 15 juin 1977, et qui s'est terminé le 2 janvier 1979 à la suite de la promulgation de la nouvelle Constitution par le roi Juan Carlos Ier en vue de la tenue des élections du 1er mars 1979 pour la constitution de la Ire législature.

## Groupes parlementaires

### Congrès des députés
| Nom | Nom                                                                  | Début | Fin | Porte-parole                                             |
| --- | -------------------------------------------------------------------- | ----- | --- | -------------------------------------------------------- |
|     | Centriste Grupo Parlamentario de UCD                                 | 166   | 157 | Leopoldo Calvo-Sotelo José Pérez-Lorca (7 décembre 1977) |
|     | Socialiste Grupo Parlamentario Socialista del Congreso               | 103   | 106 | Felipe González                                          |
|     | Communiste Grupo Parlamentario Comunista                             | 20    | 20  | Santiago Carrillo                                        |
|     | Alliance populaire Grupo Parlamentario de Alianza Popular            | 16    | 16  | Manuel Fraga                                             |
|     | Socialiste de Catalogne Grupo Parlamentario Socialistes de Catalunya | 15    | 18  | Francesc Ramos Molins                                    |
|     | Minorité catalane Grupo Parlamentario de la Minoría Catalana         | 13    | 9   | Miquel Roca Maciá Alavedra                               |
|     | Basque Grupo Parlamentario Vasco (PNV)                               | 8     | 8   | Marcos Vizcaya Retana                                    |
|     | Mixte Grupo Parlamentario mixto                                      | 9     | 15  | Poste tournant                                           |

### Sénat
| Groupe parlementaire | Groupe parlementaire                                                                                 | Début | Fin | Porte-parole                                                |
| -------------------- | --- | ----- | --- | ----------------------------------------------------------- |
|                      | UCD Grupo Parlamentario UCD                                                                          | 108   | 108 | Rafael Calvo Ortega Antonio Jiménez Blanco (9 mars 1978)    |
|                      | Socialiste Grupo Parlamentario Socialista                                                            | 51    | 51  | Rafael Luis Fernández Álvarez Francisco Ramos (30 mai 1978) |
|                      | Progressiste et socialiste indépendant Grupo Parlamentario Progresistas y Socialistas Independientes | 20    | 20  | Manuel Villar Arregui                                       |
|                      | Sénateurs nationalistes basques Grupo Parlamentario de senadores vascos                              | 8     | 8   | Michel Unzueta Uzcanga                                      |
|                      | Entesa dels Catalans Grupo Parlamentario Entesa dels Catalans                                        | 13    | 13  | Josep Benet Morell                                          |
|                      | Mixte Grupo Parlamentario mixto                                                                      | 6     | 6   | Poste tournant                                              |
|                      | Groupement indépendant Grupo Parlamentario Agrupación Independiente                                  | 12    | 12  | Justino Azcárate Flórez                                     |
|                      | Indépendant Grupo Parlamentario Independiente                                                        | 10    | 10  | Luis Sánchez Agesta                                         |

## Bureaux des assemblées

### Congrès des députés
| Poste                    | Titulaire                       | Parti | Parti | Circonscription |
| ------------------------ | ------------------------------- | ----- | ----- | --------------- |
| Président                | Fernando Álvarez de Miranda     |       | UCD   | Palencia        |
| Premier vice-président   | Luis Gómez Llorente             |       | PSOE  | Asturies        |
| Deuxième vice-président  | Jesús Esperabé de Arteaga       |       | UCD   | Salamanque      |
| Troisième vice-président | María Victoria Fernández-España |       | AP    | La Corogne      |
| Quatrième vice-président | Ignacio Gallego Bezares         |       | PCE   | Cordoue         |
| Premier secrétaire       | José Luis Ruiz-Navarro Gimeno   |       | UCD   | Madrid          |
| Deuxième secrétaire      | Francisco Soler Valero          |       | UCD   | Almería         |
| Troisième secrétaire     | Pablo Castellano                |       | PSOE  | Cáceres         |
| Quatrième secrétaire     | Rafael Escuredo                 |       | PSOE  | Séville         |

### Sénat
| Poste                   | Titulaire                     | Parti | Parti | Circonscription |
| ----------------------- | ----------------------------- | ----- | ----- | --------------- |
| Président               | Antonio Fontán                |       | UCD   | Séville         |
| Premier vice-président  | Juan Carlos Guerra Zunzunegui |       | UCD   | Palencia        |
| Deuxième vice-président | Ramón Rubial                  |       | PSOE  | Biscaye         |
| Première secrétaire     | Víctor Carrascal              |       | UCD   | Zamora          |
| Deuxième secrétaire     | Jaime del Burgo               |       | UCD   | Navarre         |
| Troisième secrétaire    | José Federico de Carvajal     |       | PSOE  | Ávila           |
| Quatrième secrétaire    | Joaquín Martínez Bjorkman     |       | PSOE  | Cordoue         |

## Commissions parlementaires

### Congrès des députés
| Commission | Président | Parti    | Parti | Circonscription        |
| --- | --- | -------- | ----- | ---------------------- |
| Commissions permanentes législatives                                                                                 | |          |       |                        |
| Commission de la Constitution Commission des Affaires constitutionnelles et des Libertés publiques (13 février 1978) | Emilio Attard                                                                                                | UCD      |       | Valence                |
| Commission de l'Agriculture                                                                                          | Justo de las Cuevas                                                                                          | UCD      |       | Cantabrie              |
| Commission des Affaires étrangères                                                                                   | Ignacio Camuñas                                                                                              | UCD      |       | Madrid                 |
| Commission de l'Économie et des Finances Commission de l'Économie (10 novembre 1977)                                 | Jaime García Añoveros Juan Echevarría Gangoiti (10 novembre 1977)                                            | UCD      |       | Séville Biscaye        |
| Commission de la Défense                                                                                             | Enrique Múgica                                                                                               | PSOE     |       | Guipuscoa              |
| Commission des Finances (10 novembre 1977)                                                                           | Luis Solana Madariaga                                                                                        | PSOE     |       | Ségovie                |
| Commission du Commerce et du Tourisme (15 novembre 1977)                                                             | Josep Andreu Abelló                                                                                          | PSC-C    |       | Barcelone              |
| Commission de la Culture                                                                                             | Raimundo Clar Garau                                                                                          | UCD      |       | Îles Baléares          |
| Commission de l'Éducation                                                                                            | Federico Mayor Gonzalo Payo (13 juillet 1978)                                                                | UCD      |       | Grenade Tolède         |
| Commission des Travaux publics et de l'Urbanisme                                                                     | Carlos Navarrete Merino Manuel Sánchez Ayuso (12 décembre 1978)                                              | UCD      |       | Huelva Valence         |
| Commission de la Santé et de la Sécurité sociale                                                                     | Alberto Jarabo Payá                                                                                          | AP       |       | Valence                |
| Commission de l'Industrie et de l'Énergie (15 novembre 1977)                                                         | Josep María Triginer Fernández                                                                               | PSOE     |       | Barcelone              |
| Commission des Transports et des Communications                                                                      | Emérito Bono Martínez                                                                                        | PCE      |       | Valence                |
| Commission de l'Intérieur                                                                                            | Fernando Benzo Mestre                                                                                        | UCD      |       | Madrid                 |
| Commission de la Justice                                                                                             | Juan Manuel Fanjul Sedeño José María Gil-Albert Velarde (18 janvier 1978) Miguel Herrero (22 septembre 1978) | UCD      |       | Madrid La Rioja Madrid |
| Commission du Travail                                                                                                | Paco Vázquez                                                                                                 | PSOE     |       | La Corogne             |
| Commission des Budgets (10 novembre 1977)                                                                            | Jaime García Añoveros                                                                                        | UCD      |       | Séville                |
| Commission de la Présidence                                                                                          | Modesto Fraile                                                                                               | UCD      |       | Ségovie                |
| Commission de la Compétence législative                                                                              | José Luis Albiñana                                                                                           | PSOE     |       | Valence                |
| Commissions permanentes non législatives                                                                             | |          |       |                        |
| Commission du Règlement                                                                                              | Paco Vázquez Fernando Álvarez de Miranda (13 février 1978)                                                   | PSOE UCD |       | La Corogne Palencia    |
| Commission du Gouvernement intérieur                                                                                 | Fernando Álvarez de Miranda                                                                                  | UCD      |       | Palencia               |
| Commission des Incompatibilités                                                                                      | Rafael Arias-Salgado Joaquín Galant Ruiz (17 novembre 1977)                                                  | UCD      |       | Tolède Alicante        |
| Commission des Pétitions                                                                                             | José Manuel Paredes Grosso                                                                                   | UCD      |       | Cadix                  |
| Commission des Réclamations                                                                                          | Virgilio Zapatero                                                                                            | PSOE     |       | Cuenca                 |

### Sénat
| Commission                                                                             | Président                                                      | Parti    | Parti | Circonscription             |
| -------------------------------------------------------------------------------------- | -------------------------------------------------------------- | -------- | ----- | --------------------------- |
| Commissions permanentes législatives                                                   |                                                                |          |       |                             |
| Commission de l'Agriculture et de la Pêche                                             | Juan Antonio Graiño Amarelle                                   | UCD      |       | La Corogne                  |
| Commission des Affaires étrangères                                                     | Mariano Aguilar Navarro                                        | PSOE     |       | Madrid                      |
| Commission des Compétences législatives                                                | Francisco Vicente Domínguez                                    | UCD      |       | Salamanque                  |
| Commission de la Constitution                                                          | José Federico de Carvajal                                      | PSOE     |       | Ávila                       |
| Commission de la Défense nationale                                                     | Alberto Ballarín Marcial                                       | UCD      |       | Huesca                      |
| Commission de l'Économie et des Finances                                               | José Vida Soria Ubaldo Nieto de Alba (11 novembre 1977)        | PSOE UCD |       | Grenade León                |
| Commission de l'Éducation et de la Culture                                             | José Antonio Escudero López                                    | UCD      |       | Huesca                      |
| Commission de l'Industrie, du Commerce et du Tourisme                                  | David Pérez Puga                                               | UCD      |       | Pontevedra                  |
| Commission de la Justice et de l'Intérieur                                             | Gregorio Peces-Barba                                           | PSOE     |       | Tolède                      |
| Commission des Travaux publics, de l'Urbanisme, des Transports et des Communications   | Ramiro Pérez-Maura Herrera                                     | UCD      |       | Majorque                    |
| Commission de la Présidence et de l'Organisation générale de l'administration publique | Jesús Durbán Remón                                             | UCD      |       | Almería                     |
| Commission des Budgets                                                                 | Julio Nieves Borrego                                           | UCD      |       | Ségovie                     |
| Commission de la Santé et de la Sécurité sociale                                       | Cándido Sánchez Castiñeiras                                    | UCD      |       | Lugo                        |
| Commission du Travail                                                                  | José Vida Soria                                                | PSOE     |       | Grenade                     |
| Commissions permanentes non législatives                                               |                                                                |          |       |                             |
| Commission du Règlement                                                                | José Luis López Henares Luis Sánchez Agesta (17 novembre 1977) | UCD      |       | Palencia Désignation royale |
| Commission des Incompatibilités                                                        | Francisco Zabala Alcíbar-Jáuregui                              | PNV      |       | Guipuscoa                   |
| Commission des Réclamations                                                            | José Antonio Baixeras Sastre                                   | Sans     |       | Tarragone                   |
| Commission des Pétitions                                                               | Justo Martínez Amutio                                          | PSOE     |       | Valence                     |

### Conjointes
| Commission                          | Président                   | Parti | Parti | Circonscription | Chambre |
| ----------------------------------- | --------------------------- | ----- | ----- | --------------- | ------- |
| Commission de l'Urgence législative | Fernando Álvarez de Miranda | UCD   |       | Palencia        | Congrès |